# Ernstite
La ernstite è un minerale.